# Gilocourt
Gilocourt település Franciaországban, Oise megyében. Lakosainak száma 629 fő (2022. január 1.). Gilocourt Feigneux, Béthancourt-en-Valois, Morienval és Orrouy községekkel határos.

## Népesség
A település népességének változása:
| Lakosok száma | 625  | 643  | 683  | 654  | 642  | 631  | 631  | 634  | 629  |
|               | 2013 | 2015 | 2016 | 2017 | 2018 | 2019 | 2020 | 2021 | 2022 |